# Bánréve
Bánréve ist eine ungarische Gemeinde im Kreis Putnok im Komitat Borsod-Abaúj-Zemplén.

## Geografische Lage
Bánréve liegt in Nordungarn, 40 Kilometer nordwestlich des Komitatssitzes Miskolc, 6 Kilometer westlich der Kreisstadt Putnok, unmittelbar an der Grenze zur Slowakei. Nachbargemeinden sind Hét, Sajópüspöki und Serényfalva sowie Lenartovce jenseits der Grenze in der Slowakei.

## Geschichte
Im Jahr 1913 gab es in der damaligen Kleingemeinde 102 Häuser und 707 Einwohner auf einer Fläche von 1152  Katastraljochen. Sie gehörte zu dieser Zeit zum Bezirk Putnok im Komitat Gömör és Kishont.

## Gemeindepartnerschaft
- Rimavská Seč (Slowakei)

## Sehenswürdigkeiten
- Reformierte Kirche, erbaut 1926
- Römisch-katholische Kirche Magyarok Nagyasszonya, erbaut 1928
- Statue Magyarok Nagyasszonya aus dem Jahr 1928, vor der Kirche
- Schloss Vay-Serényi (Vay-Serényi-kastély)
- Weltkriegsdenkmal

## Verkehr
Durch Bánréve verläuft die Hauptstraße Nr. 25. Die Hauptstraße 26 führt in nördlicher Richtung in die slowakische Gemeinde Kráľ, eine Landstraße in westlicher Richtung in die slowakische Gemeinde Lenartovce. Die Gemeinde ist angebunden an die Eisenbahnstrecke von Ózd nach Miskolc. Zudem hat Bánréve einen Grenzbahnhof zur Slowakei. Der Personenverkehr auf der Strecke in die Slowakei wurde allerdings 2009 eingestellt,  seitdem werden nur Güter befördert. Zwei Kilometer südöstlich des Ortszentrums gibt es die Haltestelle Bánrévei Vízmű, die direkt am Fluss Sajó liegt. Weiterhin bestehen Busverbindungen nach Ózd sowie über Putnok, Kazincbarcika und Sajószentpéter nach Miskolc.

## Bilder

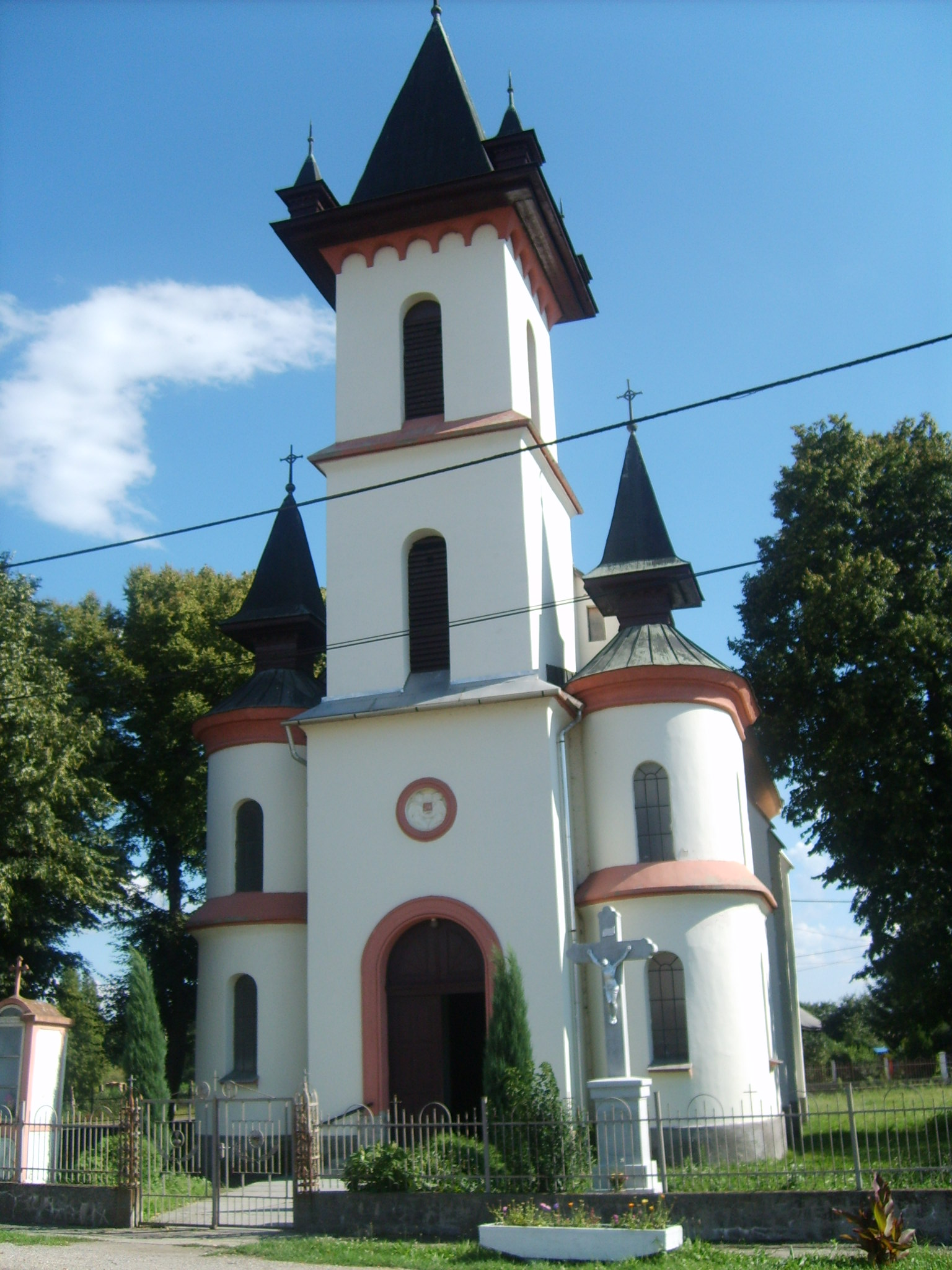
Röm.-kath. Kirche Magyarok Nagyasszonya
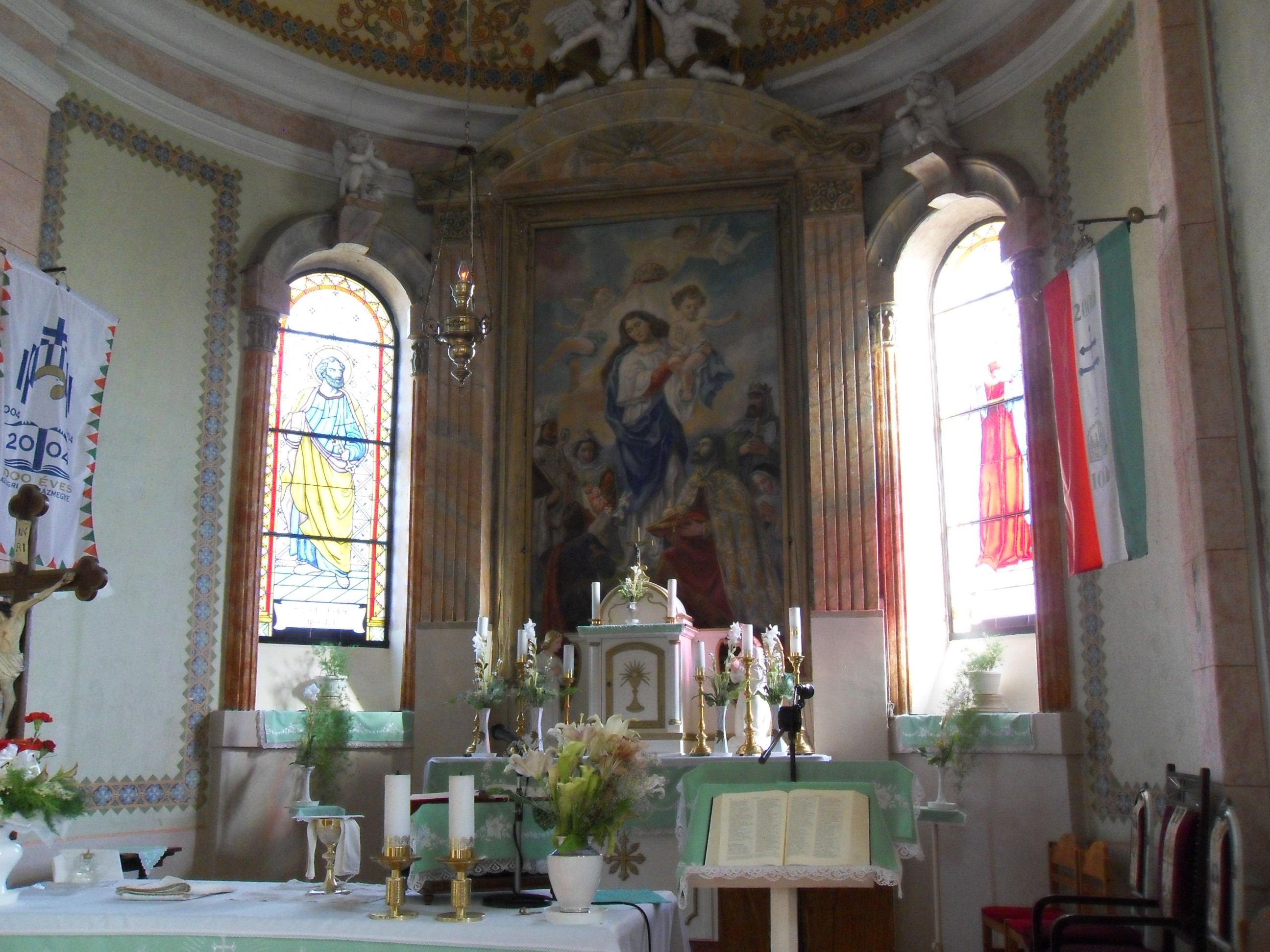
Hauptaltar der röm.-kath. Kirche
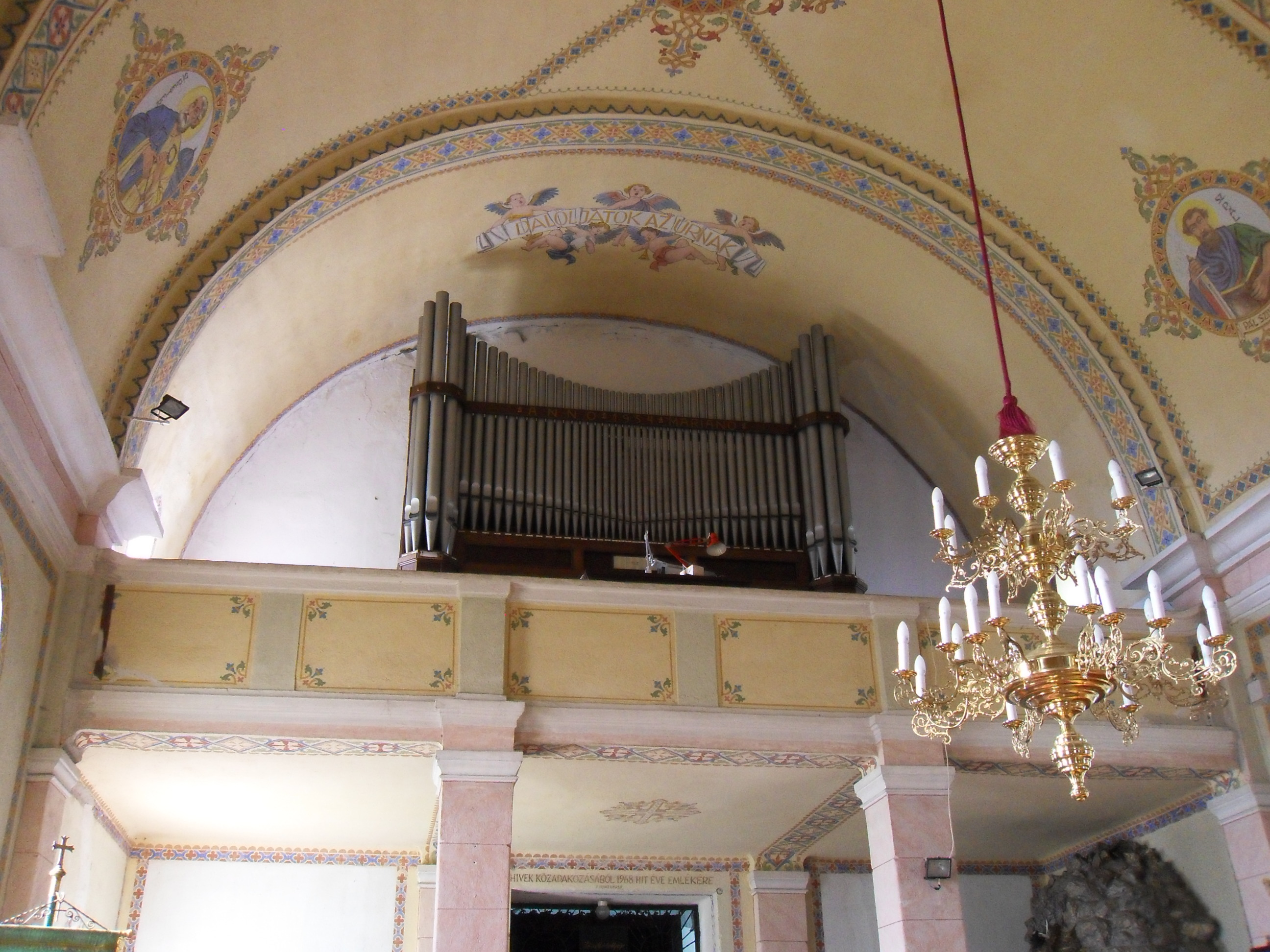
Orgel in der röm.-kath. Kirche
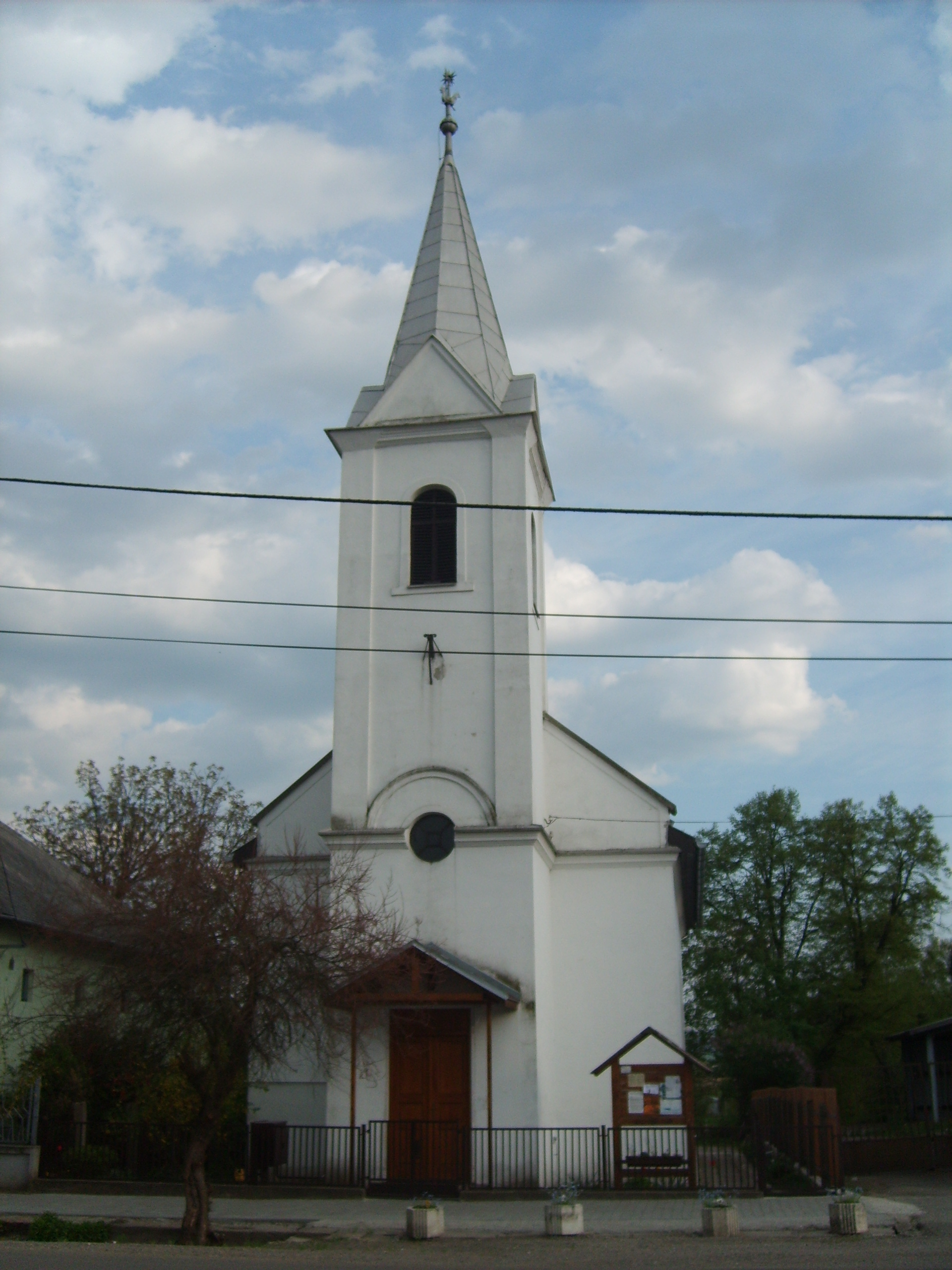
Reformierte Kirche
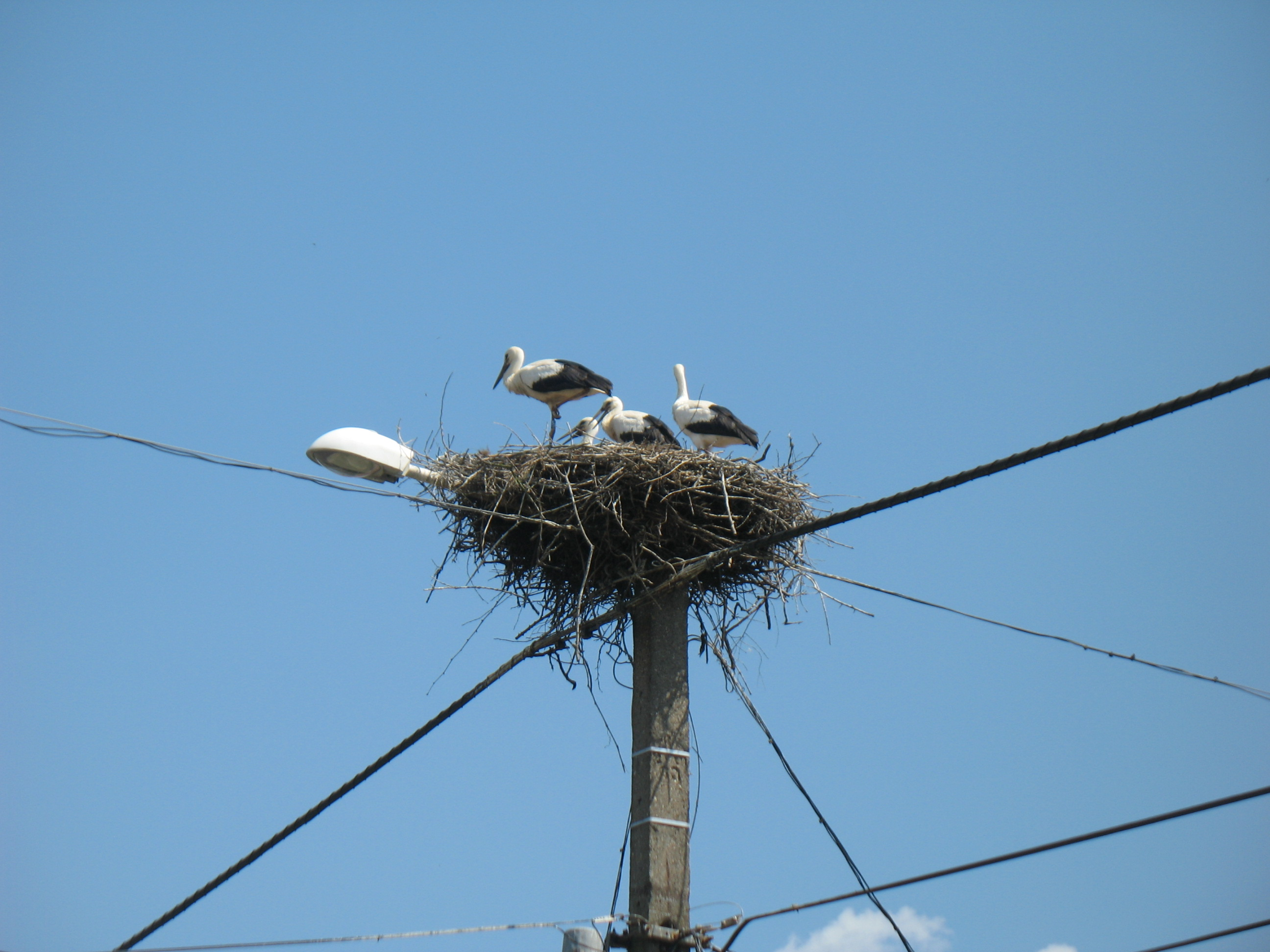
Storchennest in Bánréve